# Steel Ball Run
Steel Ball Run (スティール・ボール・ラン?, Sutīru Bōru Ran) è la settima serie del manga Le bizzarre avventure di JoJo di Hirohiko Araki, pubblicata su Ultra Jump dal 2004 al 2011.
La trama non ha nulla a che vedere con quella generazionale e lineare delle 6 serie precedenti, anzi, torna indietro nel tempo (1890) al periodo in cui si svolge la prima serie (Phantom Blood). I nomi dei personaggi richiamano quelli classici senza tuttavia averci nulla a che fare (ad esempio c'è un Dio Brando con una personalità simile ma con un passato e un potere diverso da quello "classico"). Questa serie si svolge in un universo completamente differente da quello delle prime 6 serie.

## Trama
23 settembre 1890, fantini da tutto il mondo accorrono negli Stati Uniti per prendere parte alla Steel Ball Run, una corsa di cavalli che attraversa il paese da San Diego a New York City con un primo premio di cinquanta milioni di dollari.  Un paraplegico di nome Johnny Joestar entra in gara per conoscere la misteriosa abilità di rotazione di un ex boia napoletano di nome Gyro Zeppeli, che ha ripristinato temporaneamente la mobilità di Johnny.  Sebbene inizino la gara come rivali, Johnny e Gyro diventano amici mentre viaggiano attraverso la natura selvaggia mentre respingono vari assassini, terroristi, fuorilegge e altri concorrenti violenti.  Sebbene la Steel Ball Run sia organizzata dall'eccentrico magnate del petrolio Steven Steel, il presidente degli Stati Uniti Funny Valentine ha progettato la corsa per servire da copertura per raccogliere i pezzi sparsi di un cadavere di 1900 anni noto come Holy Corpse (fortemente implicito  essere il corpo di Gesù Cristo).  Valentine intende riunire il cadavere e ottenere un potere illimitato attraverso di esso per conto della sua nazione, avendo già ottenuto il cuore del cadavere.
Dopo che Johnny e Gyro incontrano un altro pezzo del Sacro Cadavere, viene assorbito nel corpo di Johnny e sviluppa lo Stand Tusk in evoluzione, permettendogli di respingere uno dei subordinati di Valentine.  Successivamente, incontrano il dispettoso e ambizioso pilota Diego Brando che ottiene uno dei due occhi del cadavere, mentre Gyro ottiene l'altro.  Johnny e Gyro continuano la corsa, incontrando altri corridori, guadagnando e perdendo parti di cadavere e migliorando le loro tecniche di rotazione lungo la strada.
Nel frattempo, la moglie di Steven, Lucy, cerca di scoprire e sventare il piano di Valentine con l'assistenza successiva di un altro pilota, Hot Pants.  Tuttavia, Valentine scopre Lucy e la prende prigioniera dopo che si è fusa con il cadavere e apparentemente rimane incinta della testa del cadavere.  Diego e Hot Pants si alleano e combattono Valentine su un treno in movimento, ma vengono sopraffatti e uccisi dal presidente e dal suo Stand Dirty Deeds Done Dirt Cheap in grado di muoversi attraverso realtà parallele.  Lucy inizia a fondersi completamente con il cadavere completato, potenziando lo stand di Valentine con una nuova abilità di reindirizzamento della sfortuna nota come D4C Love Train.  Johnny e Gyro arrivano e tentano di combattere l'apparentemente invulnerabile Valentine, solo che Valentine li sopraffà entrambi e uccide Gyro.  In lutto per il suo mentore e amico, Johnny si rende conto di come ottenere la forma perfetta della tecnica Spin, potenza il suo Stand e travolge Valentine con il suo nuovo potere.  Valentine tenta di fingere la sua resa, ma Johnny lo uccide, vendicando il compagno ma ponendo fine a ogni speranza di un suo ritorno.
Il Santo Cadavere si separa da Lucy, solo per essere rubato da un antagonista sconosciuto.  Inseguendo il ladro nella fase finale della Steel Ball Run, Johnny è scioccato nello scoprire che si tratta di una versione alternativa di Diego Brando presa da una dimensione parallela da Valentine, che brandisce uno Stand che ferma il tempo: The World.  Johnny intraprende l'ultimo scontro contro il Diego di un'altra dimensione.  Johnny però verrà sconfitto dal suo stesso attacco e Diego vincerà la tappa (e la gara). Il nuovo Diego porta il cadavere alla Trinity Church, solo per imbattersi in Lucy, che lo annienta costringendolo a fondersi con la testa mozzata del Diego originale.
Al termine della gara, il primo posto viene assegnato allo spensierato Pocoloco, che aveva dormito durante l'inizio della gara e recuperato posizioni nella gara solo per pura fortuna, mentre Steven Steel arriva a salvare Johnny. La morte di Valentine viene mascherata come ritiro dalla vita pubblica, con le preoccupazioni per la corsa placate dalla donazione del premio in denaro a cause di beneficenza. Johnny, dopo aver riacquistato la capacità di camminare attraverso il potere del suo Stand e la rotazione, lascia l'America per restituire il corpo di Gyro alla sua famiglia.

## Personaggi

### Protagonisti

#### Johnny Joestar
Johnny Joestar (ジョニィ・ジョースター?, Jonyi Jōsutā) è il protagonista della serie, ed è la versione di Jonathan Joestar in questo universo. È paraplegico ed è solito indossare un berretto con un fregio metallico a forma di ferro di cavallo. Otterrà lo stand Tusk.

#### J.Lo Zeppeli
J. Lo Zeppeli (ジャイロ・ツェペリ?, Jairo Tseperi), detto anche Gyro Zeppeli, il cui vero nome è Julius Caesar Zeppeli, è uno dei protagonisti della serie. Proviene dal regno di Napoli, discendente di una famiglia di medici ed esecutori al soldo della famiglia reale. Il suo cavallo si chiama Valkyrie. È il depositario della tecnica della rotazione della sfera di ferro. Dopo aver padroneggiato completamente la rotazione aurea otterrà lo stand Ball Breaker.

#### Lucy Steel
Lucy Steel (ルーシー・スティール?, Rūshī Sutīru) è la giovane moglie di Stephen Steel, organizzatore dell'evento Steel ball Run. Scoprirà accidentalmente il vero scopo di Funny Valentine cominciando ad investigare in collaborazione con J.Lo e Johnny, trovandosi spesso in pericolo. Ad un certo punto verrà catturata da Funny Valentine che la userà come catalizzatore per i pezzi della reliquia dandole lo stand temporaneo Ticket to Ride. Questo stand può staccare le lacrime che le sgorgano dagli occhi e usarle come una lama. Coloro che vengono colpiti dalla lama di lacrime non potranno attaccare Lucy, dato che la ragazza sarà protetta da una serie di eventi tanto improbabili quanto assurdi che, come in un vero e proprio ciclo karmico, colpiranno chiunque abbia intenzioni ostili verso di lei. Dopo la sconfitta di Funny Valentine verrà liberata dalla Reliquia; scoperta che questa è stata rubata da una versione di Dio Brando presa da un altro universo da Funny Valentine, lo ucciderà facendolo venire in contatto con la testa del Diego Brando del suo universo.
In Jojolion, un'anziana Lucy diventa un'agente della Speedwagon Foundation e incontra Fumi mentre indagava sulla famiglia Higashikata nel 1941.

#### Funny Valentine
Funny Valentine (ファニー・ヴァレンタイン?, Fanī Varentain) è il presidente degli Stati Uniti e principale sponsor dell'evento Steel Ball Run e l'antagonista principale della serie. Sposato e molto patriota, il suo scopo è trovare i resti della Reliquia ed usare il suo potere per la gloria del suo paese. Manderà diversi assassini contro J.Lo e Johnny quando cominceranno a loro volta a prendere i vari pezzi. Il suo stand Dirty Deeds Done Dirt Cheap è in grado di trasportare in una qualsiasi delle infinite dimensioni parallele tutto ciò che riesce a incastrare tra due oggetti, persone comprese. Se nella dimensione parallela un oggetto entra a contatto con la sua controparte, questi si distruggeranno a vicenda; l'unico che è in grado di coesistere con le sue copie è Funny Valentine. Il Funny Valentine "originale" è quello che vive nell'unica dimensione in cui esiste la Mummia, e viaggiando in una dimensione parallela è in grado di prendere possesso del corpo di una sua controparte, guarendo così istantaneamente da qualsiasi ferita: le sue controparti di altre dimensioni sono apparentemente consapevoli del loro ruolo strumentale rispetto al primo Valentine. 
Dopo aver catturato Lucy Steel che stava indagando su di lui ed usata come catalizzatore per la reliquia otterrà il potere di Love Train. Valentine è ora in grado di creare una "breccia" nello spazio. Finché si trova in questa breccia, Valentine diventa praticamente invincibile: tutto ciò che è a lui favorevole viene attratto verso di lui, mentre ogni danno viene deviato lontano e subito da qualcun altro. Ucciderà J.Lo al termine di un lungo combattimento, ma verrà poi sconfitto da Johnny quando questi attiverà l'ultima evoluzione del suo stand Tusk. Alla fine verrà ucciso con un colpo di pistola dopo aver provato ad ingannare l'avversario.

#### Diego "Dio" Brando
Diego Brando (ディエゴ・ブランドー?, Diego Burandō) è la versione di Dio Brando in questo universo. Anche qui di umili origini Diego ha vissuto con la madre e decise di scalare la società grazie alle sue doti ippiche unite a una volontà di emergere senza pari e a mancanza di scrupoli fino a diventare un affermato e rispettato fantino professionista. Il suo cavallo si chiama Silver Bullet. Durante la gara acquisisce lo stand Scary Monster (sviluppato dopo il contatto con la reliquia dell'Occhio Sinistro, in qualche modo "rubato" a Ferdinand) grazie al quale acquisisce le capacità fisiche e visive di un dinosauro, fino a trasformarsi a piacimento in un velociraptor. Può anche tramutare animali e persone in dinosauri ai suoi ordini.
Questa versione di Dio muore scontrandosi con Funny Valentine. Tuttavia, quest'ultimo, utilizzando il suo stand D4C in grado di superare le barriere dimensionali, porta nel Mondo Fondamentale un Dio alternativo, anche lui fantino e concorrente della SBR ma portatore di The World. Questo Dio riesce ad aver ragione del potere della rotazione infinita di Johnny Joestar e a vincere la gara. Tuttavia, prima che riesca ad impossessarsi della reliquia, Lucy Steel lo uccide utilizzando la testa mozzata del corpo del Dio Brando originale.

### Alleati
- Mountain Tim (マウンテン・ティム?, Maunten Timu) è un cowboy ed un cacciatore di taglie che approfitta della gara per dare la caccia ai criminali che ha attirato. Il suo cavallo si chiama Ghost Rider in the Sky (ゴースト・ライダー・イン・ザ・スカイ?, Gōsuto Raidā In Za Sukai). Il suo stand Oh! Lonesome Me scompone il suo corpo in parti che può far scorrere lungo il suo lazo. Morirà per salvare Lucy Steel (del quale si è innamorato) da Blackmore, un assassino al servizio di Funny Valentine.

- Fintasi un concorrente uomo, Hot Pants (ホット・パンツ?, Hotto Pantsu) è in realtà un ex-suora ed una spia al servizio del Vaticano mandata a raccogliere i pezzi della Reliquia prima di Funny Valentine (agendo sia come alleata che come rivale per J.Lo, Johnny, Lucy e Diego). Il suo cavallo si chiama Get Up. Il suo stand si chiama Cream Starter: attraverso il contatto fisico, può trasformare la carne della vittima (o la propria) in spuma e spruzzarla con una bomboletta spray modellandola a piacimento. Può quindi indebolire i nemici, modificare il proprio corpo (spostandone parti singole attraverso la spuma) oppure guarire le ferite (proprie e altrui). Costretta ad allearsi con Diego, affronterà Funny Valentine finendo per essere la prima vittima di Love Train.

- Wekapipo (ウェカピポ?) è un napoletano esiliato che è entrato al servizio di Funny Valentine. Come J.Lo, usa la tecnica della Rotazione, ma con uno stile diverso da quello della famiglia Zeppeli: funziona attraverso una coppia di sfere di ferro dotate di "satelliti". Se un satellite colpisce una persona, questa subirà una disarmonizzazione della parte sinistra del corpo, diventando incapace di percepire qualsiasi cosa avvenga alla propria sinistra. Dopo essere stato sconfitto passerà dalla parte di J.Lo. Inizialmente salvato da Diego Brando, dopo il tentativo fallito di Magenta di farsi saltare in aria con lui, verrà sacrificato dallo stesso per salvarsi dallo stand di Valentine.

### Antagonisti
- Mrs. Robinson (ミセス・ロビンスン?, Misesu Robinson):  è un uomo messicano dall'aspetto androgino. Il suo cavallo è El Condor Pasa. È il primo ad attaccare J.Lo e Johnny, ma viene subito sconfitto. Nell'orbita del suo occhio mancante alleva degli insetti carnivori e sfrutta le vibrazioni del ronzio delle loro ali per direzionare le spine di particolari cactus.
- La famiglia Boom Boom (ブンブーン一家?, Bunbūn Ikea): Benjamin Boom Boom e i suoi figli Andre e L.A sono una famiglia di assassini ingaggiati per uccidere Johnny e J.Lo. Ognuno di loro ha uno stand col nome comune di Tomb of the Boom: ognuno di essi ha un aspetto diverso e viene utilizzato in modo diverso, ma la loro abilità comune è di far attirare e conficcare nella carne di chiunque venga toccato (o che abbia toccato un oggetto toccato dai Boom Boom) tutti gli oggetti metallici circostanti. Se i Boom Boom si avvicinano tutti assieme alle vittime da tre lati causano l'esplosione della vittima.
- Oyecomova (オエコモバ?, Oekomoba): è un terrorista di origini napoletane, partecipa alla gara con l'intenzione di vendicarsi di J.Lo. Il suo stand è Boku no Rhythm wo kiitekure: su qualsiasi cosa tocchi compaiono degli orologi che fungono da spolette per il conto alla rovescia, finito il quale l'oggetto sul quale la spoletta era poggiata esplode. Se le spolette cadono prima del tempo l'esplosione viene anticipata. Verrà sconfitto da J.Lo e Johnny.
- Pork Pie Hat Kid (ポーク・パイ・ハット小僧?, Pōku Pai Hatto Kozō): è uno dei servitori di Funny Valentine, mandato ad attaccare J.Lo e Johnny nel deserto. Il suo stand Wired possiede dei cavi con un amo all'estremità che escono dalla propria bocca e, attraverso delle porte tridimensionali che può aprire negli oggetti, li usa per afferrare e catturare il nemico. Viene ferito da Johnny con il suo stand Tusk e miracolosamente si salva, rimanendo tuttavia disabile per il resto della sua vita.
- Il Dr.Ferdinand (フェルディナンド博士?, Ferudinando-hakase) è un geologo al servizio di Funny Valentine (a cui è molto fedele) e dalla personalità imprevedibile. Cattura Diego Brando per rubargli pezzi della Reliquia e lo trasforma in uno dei suoi dinosauri. Il suo stand Scary Monsters trasforma persone e animali in dinosauri ai suoi ordini. Verrà sconfitto da J.Lo e divorato da alcuni animali che aveva trasformato (e parte del suo potere rimarrà a Diego Brando).
- Ringo Roadagain (リンゴォ・ロードアゲイン?, Ringō Rōdoagein): è un pistolero ingaggiato da Funny Valentine per intrappolare J.Lo, Johnny e Hot Pants. Il suo stand Mandom può far tornare indietro il tempo di sei secondi girando la rotella del suo orologio da polso. Nonostante il suo status di antagonista, ha un forte codice morale preferendo combattere i suoi avversari alla pari ed arriva a mostrare rispetto per J.Lo quando questi lo affronta ripetutamente riuscendo infine a ucciderlo.
- Blackmore (ブラックモア?, Burakkumoa): è uno dei servitori di Funny Valentine con l'incarico di eliminare ogni possibile spia. Attaccherà Lucy Steel e finirà per uccidere Mountain Tim intervenuto in sua difesa. Il suo stand è Catch the Rainbow: può immobilizzare nello spazio le gocce di pioggia e usarle per camminarci sopra oppure per infilzare i suoi nemici; sembra che possa inoltre far "piovere" parti del suo corpo. Verrà poi ucciso da Lucy che coglierà un'occasione per sparargli.
- La squadra 11 sicari (11人の男たち?, Jūichi-nin no Otoko-tachi). Uno squadrone mandato da Funny Valentine. Hanno tutti uno stand in comune chiamato Tattoo You!: tramite il tatuaggio posto sulla schiena di ognuno di loro, gli undici sicari possono trasferirsi liberamente attraverso i corpi dei compagni; il primo stand "collettivo". I membri rimasti vivi alla fine dello scontro con J.Lo e Johnny verranno convinti ad andarsene quando Johnny consegnerà pezzi della Reliquia per salvare J.Lo.
- Mike O (マイク・O?, Maiku Ō): è la guardia del corpo di Funny Valentine che combatterà contro Hot Pants quando scoprirà che lei e Lucy si sono infiltrate in casa del presidente. Il suo stand è Tubular Bells: può gonfiare il metallo come se fosse un palloncino (di solito utilizza dei chiodi), il quale, dopo essere stato modellato a forma di animale, si comporta come uno stand ad inseguimento automatico. Riconosce infatti l'odore della preda, ed una volta individuata, si infila nel suo corpo per poi infilzarlo dall'interno. Finisce per uccidersi accidentalmente.
- Magenta Magenta (マジェント・マジェント?, Majento Majento): è uno dei servitori di Funny Valentine che attaccherà J.Lo e Johnny insieme al suo partner Wekapipo. Il suo stand si chiama 20th Century Boy: una volta attivato, può deviare l'energia dei colpi che gli vengono inferti a terra, rendendo così il portatore praticamente invulnerabile, ma, al contempo, gli rende impossibile qualunque movimento. Questo lo porterà ad un terribile destino quando finirà sott'acqua e sarà costretto per sempre a rimanere bloccato con il suo stand attivato con l'alternativa di affogare.
- Axl RO (アクセル・RO?, Akuseru Rō): è un altro agente di Funny Valentine che attacca J.Lo, Johnny e Hot Pants a Gettysburg. Il suo stand Civil War materializza tutto ciò che è stato "abbandonato" dalla vittima del suo potere. Gli oggetti abbandonati e le persone uccise attaccano e avviluppano la vittima uccidendola, a meno che questa non lavi i suoi peccati con l'acqua. Uccidendo una persona mentre lo stand è attivo si ereditano tutti i peccati di quella persona, ed avendola uccisa essa torna in vita come un nuovo peccato. Johnny utilizza questa particolarità contro di lui facendosi uccidere e riportare in vita. Axl verrà ucciso da un colpo di pistola di Valentine.
- D-I-S-C-O (ディ・ス・コ?, Di Su Ko) è un altro agente di Funny Valentine che attacca J.Lo separandolo da un ferito Johnny. Il suo stand Chocolate Disco è capace di deviare lungo assi perfettamente ortogonali qualsiasi attacco, non importa da quale direzione esso arrivi. Tramite una sorta di "scacchiera" emessa dal suo corpo e controllata da un bracciale con simboli e numeri (simili a quelli della battaglia navale), può scambiare di posto qualsiasi persona o oggetto nella casella prescelta e inserirvi qualcos'altro (es. dei chiodi, dell'acido o un'arma che poi apparirà colpendo l'avversario nella corrispondente casella). Sconfitto da J.Lo, si rifiuta di dire qualcosa sul piano di Funny Valentine e alla fine viene messo fuori gioco da J.Lo.

### Altri personaggi
- Stephen Steel (スティーブン・スティール?, Sutībun Sutīru) è l'organizzatore dell'evento Steel Ball Run e il marito di Lucy (anche se la tratta più come una figlia). Sa che il vero motivo per cui Funny Valentine ha appoggiato la sua idea è la ricerca della reliquia.
- Sandman (砂男（サンドマン? Sandoman) il cui vero nome è  "'Soundman'" (サウンドマン?, Saundoman) è un nativo americano che gareggia a piedi (usando un personale stile di corsa) per il suo popolo. Inizialmente neutrale, Funny Valentine lo convincerà a lavorare per lui attaccando J.Lo e Johhny e finendo ucciso. Il suo stand In a Silent Way dà forma solida, sotto le sembianze di onomatopee, ai rumori; al contatto essi provocano l'effetto comunemente associato al rumore.
- Pocoloco (ポコロコ?, Pokoroko) è un concorrente di colore proveniente dalla Georgia. Il suo stand Hey Ya! (derivato da una congiunzione astrale che gli garantirà una fortuna senza limiti per i prossimi tre mesi) indica al portatore la direzione e l'azione più fortunata. Grazie a questa fortuna verrà spesso scambiato per un grande fantino e, avulso dalla trama principale, finirà per vincere la gara.
- Norisuke Higashikata (ノリスケ・ヒガシカタ?): Un anziano giapponese che partecipa alla gara, classificandosi secondo. Verso la fine della serie Johnny farà amicizia con lui e sposerà in seguito sua figlia Rina. I suoi discendenti avranno un maggiore ruolo in JoJolion.
- Urmd Abdul (ウルムド・アブドゥル?, Urumudo Abuduru): concorrente egiziano che viene eliminato al primo stage, è la versione di Avdol di questo universo. Cavalca un dromedario.
- Dot Han (ドット・ハーン?, Dotto Hān): Un concorrente di origine mongola che viene ucciso ed usato da Sandman per attaccare J.Lo e Johhny.
- Fritz von Stroheim (フリッツ・フォン・シュトロハイム?, Furittsu Fon Shutorohaimu): è la versione di Stroheim in questo universo. Ha degli innesti cibernetici (occhio destro e pistola nella mano destra).
- Sugar Mountain (シュガー・マウンテン?, Shugā Maunten): è una giovane ragazza rimasta intrappolata in un albero portatore di Stand. Se qualcosa viene fatta cadere nella fonte d'acqua vicina all'albero, questa esce insieme ad una sua versione pregiata (es. se viene fatta cadere della carta straccia, uscirà la carta assieme a dei soldi). Se la persona che ha fatto cadere la cosa nell'acqua risponde con sincerità alla richiesta di cosa abbia fatto cadere nella fonte riceverà entrambi gli oggetti, ma dovrà spenderli o consumarli entro il tramonto. Gli avidi vengono uccisi, chi non spende i doni ricevuti invece viene imprigionato nell'albero e costretto ad essere il prossimo guardiano.

## Stand
Anche qui sono presenti gli stand, vero marchio di fabbrica di quest'opera. In SBR gli stand si differenziano un po' da quelli classici: mentre nelle altre serie ogni stand si materializzava sempre per poterne usare l'abilità, in SBR gli stand si materializzano solo occasionalmente, e non vengono spesso usati direttamente nei combattimenti (ad esempio per parare o colpire l'avversario), con l'unica eccezione di Dirty Deeds Done Dirt Cheap.
In quest'opera gli stand nascono grazie alle reliquie, all'esposizione ad un'area maledetta chiamata Il Palmo della Mano del Demonio o naturalmente.
Si noti inoltre la presenza di una tecnica (creata dalla famiglia di J.Lo Zeppeli)  conosciuta come La tecnica di rotazione della sfera di ferro, che, grazie ad un effetto rotatorio impresso sulla base del rettangolo aureo, riesce ad ottenere svariati effetti, in parte simili a quelli delle "Onde Concentriche".

## Media

### Manga
Steel Ball Run è stato inizialmente pubblicato dal 2004 a cadenza settimanale sulla rivista Weekly Shōnen Jump sino ai primi 23 capitoli, corrispondenti ai primi 4 volumi tankōbon. Successivamente, l’opera venne pubblicata con cadenza mensile su Ultra Jump, a partire dal 2004 sino alla conclusione avvenuta nel 2011. I 95 capitoli complessivi che compongono la serie verranno infine raccolti in 24 volumi tankōbon. Come per il precedente Stone Ocean, la numerazione è stata azzerata con i volumi corrispondenti ai numeri 81-104 dell’intera serie. In Italia Steel Ball Run è stato pubblicato da Star Comics dal marzo 2006 al febbraio 2012. A partire da aprile 2018, il manga è nuovamente proposto al pubblico italiano in un formato bunkoban, per un numero complessivo di 16 volumi.
Araki si è dichiarato molto soddisfatto per il cambio di pubblicazione, da settimanale a mensile, che gli ha consentito di ampliare la composizione della storia strutturata nei singoli capitoli e, inoltre, di avere più libertà rispetto alle scadenze di consegna. Come per altre serie de Le bizzarre avventure di JoJo, anche in Steel Ball Run una delle tematiche portanti è la capacità della razza umana di evolvere ed affrontare, e superare, continue difficoltà attraverso la forza di volontà e il coraggio dell’individuo.

### Anime
Il 12 aprile 2025, come parte dell'evento Jojoday tenutosi per celebrare la serie Le bizzarre avventure di JoJo, è stato annunciato un adattamento anime di Steel Ball Run.